# Hacker-Craft
Hacker-Craft est le nom donné aux bateaux construits par la Hacker Boat Company, aujourd'hui le plus ancien constructeur de bateaux à moteur en bois du monde. C’est une compagnie américaine fondée à Watervliet (New York) le 12 août 1908 par John Ludwig Hacker connu sous le diminutif de John L. Hacker ou juste « John L. ». La compagnie continue toujours à l’heure actuelle de construire des bateaux fabriqués de façon artisanale à Silver Bay (New York) (en), sur les rives du lac George, lieux de nombreuses victoires nautiques et records de vitesse.
John Hacker (1877-1961) est considéré comme ayant été un des architectes navals les plus importants ainsi que le plus grand concepteur mondial de bateaux en bois du XXe siècle. Ses réussites majeures concernant l’ingénierie et la conception comprennent également l’invention de la coque en forme de V et le flotteur pour le biplan (pour les Frères Wright). Pendant sa carrière impressionnante de 60 ans, John Hacker a été reconnu comme le dessinateur et constructeur ayant obtenu le plus de victoires de vitesse sur eau.

## John L. Hacker, les premières années

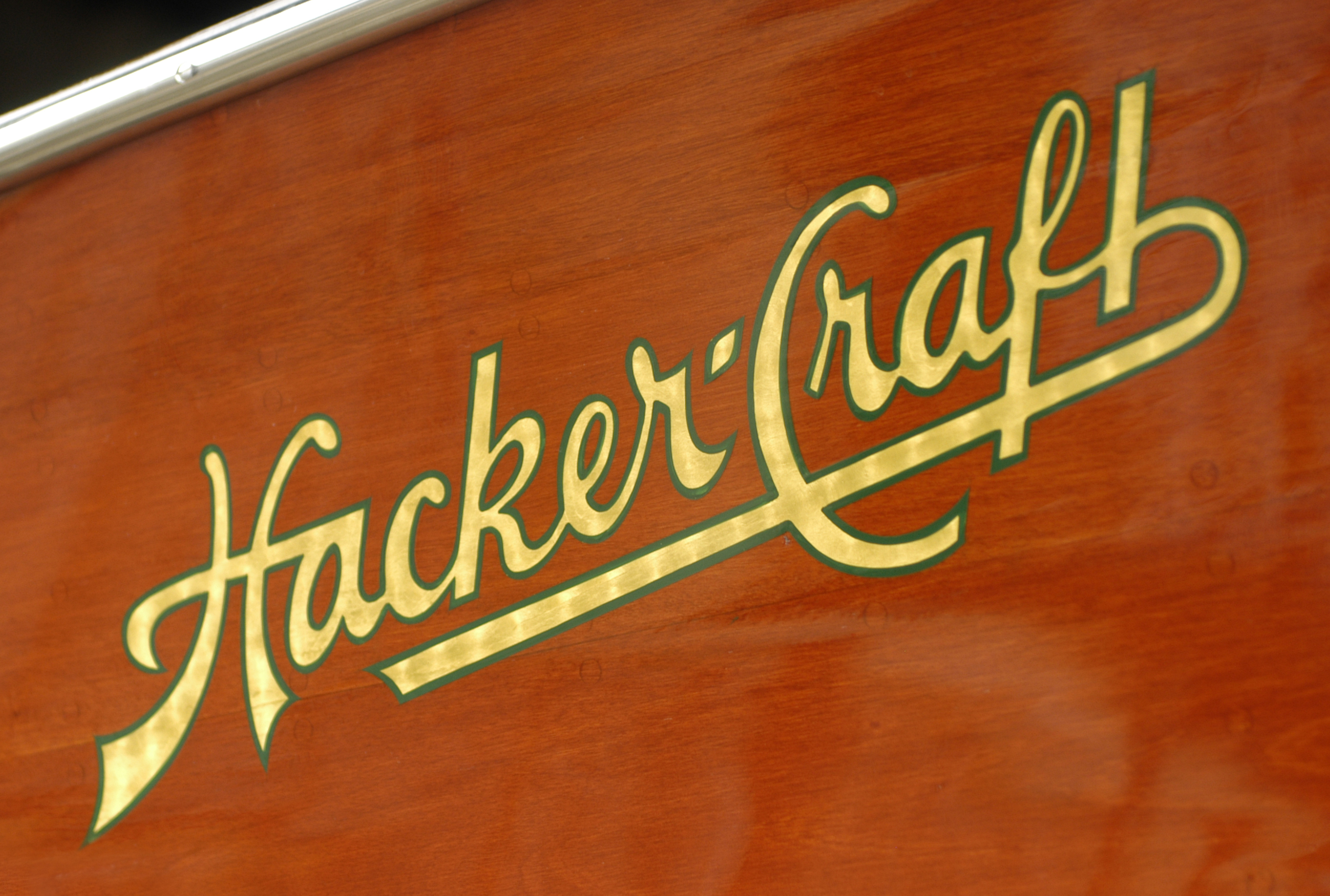
Le logo Hacker-Craft, peint à la main à la feuille d’or sur le flanc d'un runabout en acajou.

John L. Hacker est né le 24 mai 1877. Durant quatre années, tout en travaillant pour l’entreprise de son père comme comptable, il assistait au cours du soir par correspondance afin de devenir un dessinateur naval accrédité. Une fois diplômé, il se consacra à une tache : améliorer la vitesse et la performance des bateaux de l’époque. Les bateaux de loisirs des années 1900 étaient alors étroits, avec des fonds ronds qui pénétraient péniblement dans l’eau, au contraire des modèles actuels qui glissent sur l'eau. Ainsi très rapidement John Hacker se fixa une priorité : résoudre le problème de la forte pénétration dans l’eau qui existait sur tous les bateaux offshores ayant des poupes en forme de canot dans les années 1900.
Sa théorie consistait à se dire que si les bateaux devaient aller plus vite, ils devraient planer sur l’eau plutôt que d’y pénétrer lourdement et difficilement ; toutefois, la tendance de l’époque à « planer » était considérée comme extrêmement dangereuse et devait être évitée à tout prix.
Néanmoins, il a construit un bateau test afin de confirmer à ses détracteurs ses nouvelles théories un runabout de 30 pieds — qui comprenait un nombre significatif d’innovations : le bateau avait sa propulsion montée sous le transom, ainsi que le gouvernail, et un support était utilisé pour maintenir la transmission en place. Le bateau mettait également en avant la révolutionnaire « coque en V » inventée par Hacker qui permettait d’atteindre une vitesse stupéfiante et possédait une efficacité redoutable à petite puissance.
En 1904, il crée Au Revoir, le bateau le plus rapide du monde à son époque et en 1908, profitant de son succès, il fonde la Hacker Boat Company à Watervliet, New York. Par la plus grande coïncidence, son grand ami, Henry Ford, lance le même jour la production de la toute première Ford T.
Toutes ces innovations dont il fut à l'origine sont encore considérées aujourd'hui comme des grands standards de la profession. Ce visionnaire à l'inégalable ingéniosité créa des formes et des styles qui deviendront la signature des bateaux de vitesse américains.

## La naissance de la vitesse

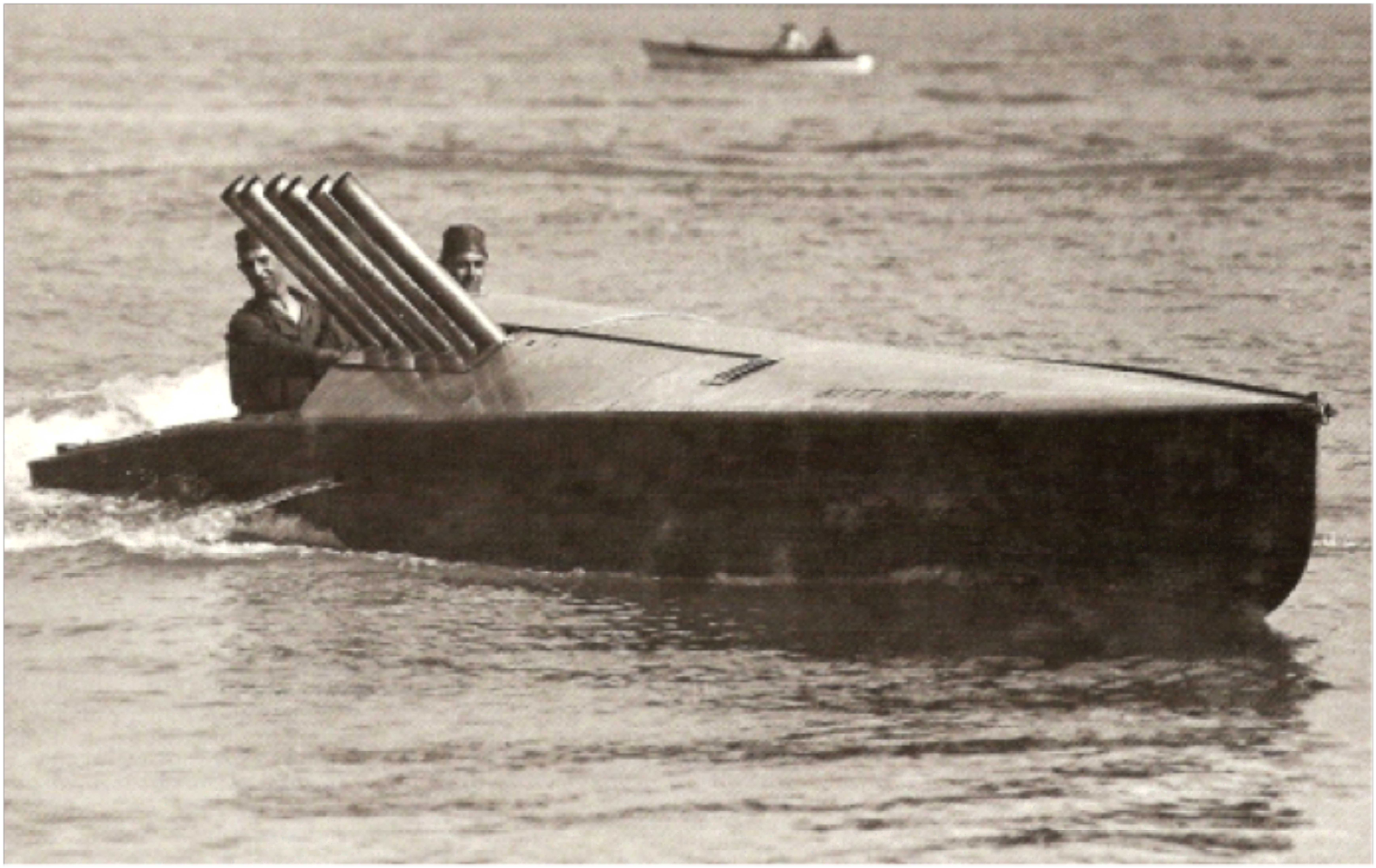
Le Kitty Hawk de John Hacker 1911, le bateau le plus rapide du monde entre 1911 et 1915

En 1911, Hacker dessine et installe deux flotteurs au biplan des Frères Wright, afin qu’il puisse décoller et atterrir sur l’eau. Cela fut la toute première utilisation de flotteurs jumeaux sur un avion.
Durant la même année il a dessina le Kitty Hawk, premier pas couronné de succès pour un hydravion qui a atteint la vitesse alors inégalée de 93 km/h et devient alors le bateau le plus rapide du monde. Il y eut une succession de Kitty Hawk, chacun construit sur les succès de son prédécesseur et qui à l’occasion a empoché quatre nouveaux records de vitesse.
En 1914, Hacker déménage à Détroit et la compagnie Hacker Boat ouvre un entrepôt au 323 Crane Avenue. Ses modèles de runabout pour la Gregory's Belle Isle Boat and Engine Cie ont rapidement apportés firent la renommée de l'entreprise. Les bateaux appelés Belle Ile Bear Cats se sont avérés très populaires grâce à des propriétaires eux-mêmes de grands renoms tels que Henry Ford et J.W. Packard. L'entreprise était florissante et c'est en 1921 que John Hacker décida qu'il était temps pour lui d'ouvrir un autre établissement à Mount Clemens.

## La compagnie nouvellement fondée en pleine expansion

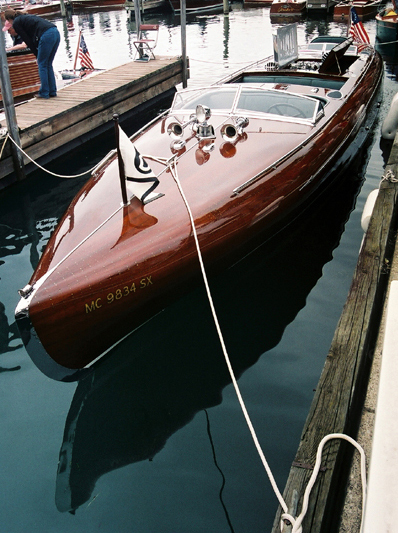
Le célèbre Lockpat II de 1931, capable d'une vitesse exceptionnelle de 100 km/h

Les entrepôts situés sur les bords de la rivière Clinton à Mount Clemens ont continué de croître et en 1928 fournissaient un espace d’environ 35 000 m2, donnant alors de la place pour la construction artisanale des meilleurs runabouts en acajou faits main. Cette année-là, l’influent quotidien de l'époque, le Pageant of Progress rapporte que la compagnie Hacker Boat emploie 68 ouvriers alors que la demande croissait rapidement — les plans novateurs et ingénieux de Hacker se développaient et attiraient de nombreux disciples —. Les ventes de cette année-là atteignirent les 450 000 dollars (soit l’équivalent de 30 millions de dollars actuels). Ses brillants runabouts en acajou capturèrent l’imagination du public grâce à leur élégante conception ainsi que leurs records de vitesse et dans le processus, devinrent rapidement un must que se devaient d’acquérir les riches et célèbres, ce qu’ils continuent d’être de nos jours. Les propriétaires d’hier et d’aujourd’hui incluent Guy Lombardo, le Président Calvin Coolidge, le Premier Ministre Canadien Mackenzie King, le nabab du cinéma Louis B. Mayer, Aristote Onassis, Guccio Gucci, Tommy Hilfiger, Donald Sutherland et Jon Bon Jovi.[non neutre]
En 1930, le roi de Siam commande un landau top runabout de 40 pieds, modèle exclusivement construit pour lui, propulsé grâce à un moteur Packard de 800 chevaux. Errol Flynn a fait l'acquisition d'un Hacker, tout comme la star cinématographique et ami Humphrey Bogart. Les grands industriels, directeurs de studios de cinéma et des politiciens ont rapidement éprouvés des envies similaires. Les affaires étaient en plein essor, mais, phénomène intéressant, seulement quatre distributeurs étaient autorisés à commercialiser ces engins au grand public. La compagnie a quasiment reçu toutes les commandes de particuliers via l'usine qui excellait dans la construction de bateaux sur mesure. Un Hacker-Craft dans les années 1920 et 1930, tout particulièrement les grands modèles, pouvaient toujours être reconnus par leurs longs ponts à l’avant, leurs pare-brises en forme de triptyque et leurs chromes flambant neufs.

## 1930 – 1960
La Grande Dépression a effectivement mit fin au marché du bateau de loisirs, mais en 1935 John Hacker a sagement pris un associé, John Mcready, qui a assumé petit à petit le contrôle de la compagnie. Pendant ce temps-là, John L. Hacker se concentrait sur la conception de bateaux dans ce qui allait devenir l’apogée de sa carrière : il était à la base d’un grand nombre de vainqueurs de courses de vitesse tel qu’El Lagarto (qui gagna la Gold Cup en 1933, 1934 et 1935), Scottie, Scottie II, My Sweetie, Miss Pepsi, tous ayant fait exploser des records de vitesse. En tout et pour tout, c’est grâce à John Hacker que plus de 20 records de vitesse, de 5 Gold Cup et 4 President’s Race ont été gagnés.
Pendant ce temps-là, de retour à Mount Clemens, la compagnie Hacker Boat se remet de la Dépression avec des runabouts « utilitaires » très abordables. En 1935, un bateau de 17 pieds pouvait trouver acquéreur pour la modique somme de 975 dollars. En 1939 Hacker a été commissionné par le magnat des affaires George Whitell pour construire ce qui allait devenir un de ses chefs-d’œuvre et qui est aujourd’hui un trésor historique national, une navette de 55 pieds appelée Thunderbird. Les termes du contrat de construction pour ce bateau interdisait la construction d'un navire-jumeau le cours du XXe siècle. Considérée comme une des plus belles embarcations en bois du XXe siècle, Thunderbird a été commémoré en 2007 par les Services postaux américains sur un timbre.
En 1951 le constructeur italien Carlo Riva visita les États-Unis et retourna très impressionné par les bateaux Hacker qu'il avait vu sur les lacs Américains et aux Hamptons. Ils devinrent l'inspiration pour ses fameux bateaux en bois qu'il créa un an plus tard pour concurrencer la grande marque américaine.
Le chiffre d'affaires continua à monter, et en 1952, la compagnie Hacker Boat obtint un contrat du gouvernement pour la construction de 25 bateaux « picket » de haute mer pour la marine américaine et 112 bateaux « crash » de 40 pieds, des bateaux de service berline à 20 pieds et 100 bateaux cibles. Les bateaux conçus par John Hacker comprirent les patrouilleurs, les bateaux de sauvetage et les croiseurs de bataille.

## La Hacker Boat Company revitalisée

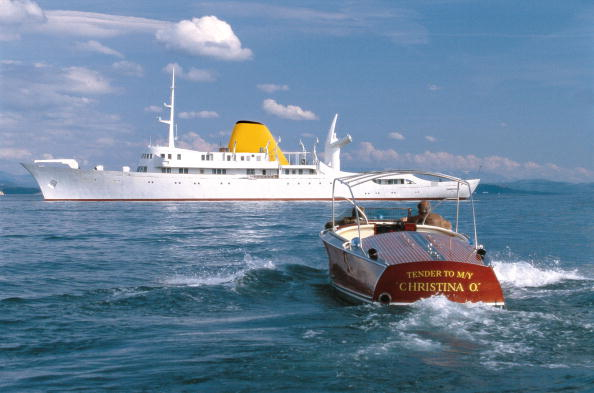
Le tender du Christina O

En 1959 Morgan Marine, une grande compagnie de construction navale originaire de Silver Bay, a acquis le contrôle des Hacker-Craft avec pour but de redonner vie à la compagnie et à son remarquable héritage. Ayant donné naissance aux 60 Hacker qui étaient sur leur carnet de commande, ils décident alors d'accroître de façon considérable leur production.
Morgan Marine fait des modifications significatives au niveau de la structure et de l’ingénierie ; l’utilisation de nouvelles technologies, inexistantes du vivant de John Hacker, ont permis des améliorations très subtiles mais très importantes. Tout d’abord, les moteurs devinrent plus gros. Là où John Hacker utilisait des moteurs de 110 chevaux, Morgan Marine étaient capables de « booster » les coques avec des moteurs Crusaders 350 ou 450 qui éclipsaient les records d'antan de 80 km/h. Afin de s'adapter à ces moteurs améliorés, Morgan Marine a dû fabriquer des supports plus solides que ceux des modèles d'origine. La plus grande réussite de Morgan Marine, toutefois, a été d’améliorer la prise en main des Hacker-Craft. Quand les anciens Hacker étaient à leur vitesse maximale, l’avant du bateau sortait de l’eau et la vue du navigateur s’en trouvait donc bloquée. En retravaillant cet aspect, Morgane a validé le fait que le nez du bateau resterait de niveau avec l’eau.
À cette période, de nombreux modèles avaient été perdus. Par conséquent, lorsqu'ils en avaient besoin ils fabriquaient de nouveaux moulages pour le chrome et le matériel et ont rapidement repris la construction scrupuleusement de la façon dont ils avaient été faits depuis les années 1920.
En tout, Morgan a effectué des modifications significatives afin d'améliorer la technologie : une double soupape d'échappement plutôt qu'une simple sur le bateau d'origine, pour les performances du moteur amélioré, l'utilisation d'acier inoxydable pour les ferrures et le matériel d'accastillage de façon que la corrosion ne soit plus un problème. Techniques de collages à l’époxy des plus avancées ; des carènes de bateaux à triple couches complètement encastrées dans de la résine ; des côtés double couches et un pont également complètement saturé en résine ; 25 % en plus de charpente ; doublage du nombre de tasseaux ; jusqu'à 15 couches de vernis ; l'utilisation d'acajou du Honduras ; nouveau gouvernail pour une meilleure manœuvrabilité ; et des pare-brise laminés de teinte soit bleue soit verte.
Au moment où le grand John L. Hacker mourut en 1961, il savait que ses bateaux avaient de nouveau le vent en poupe.

## Hacker Boat retrouve son indépendance

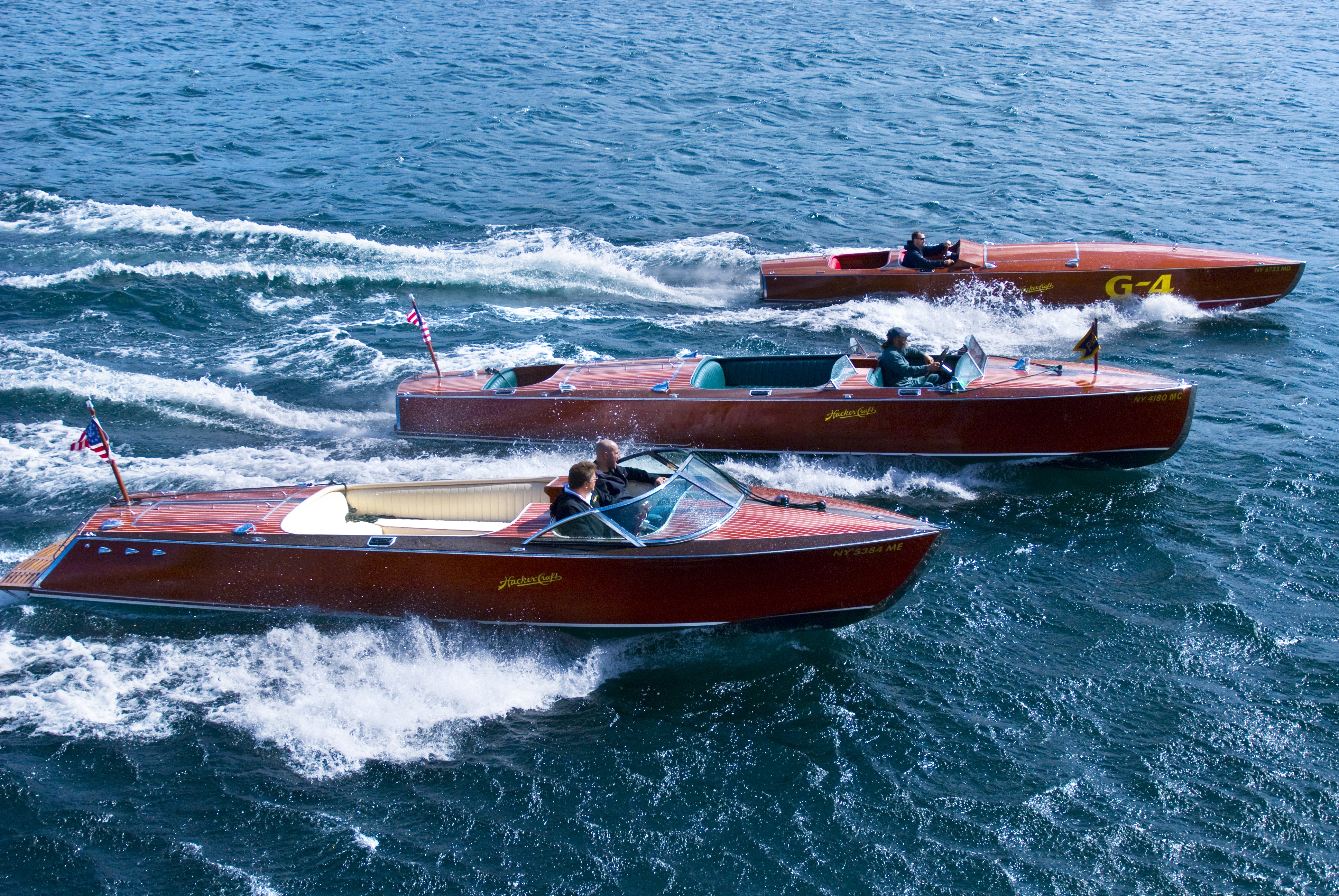
Les trois grands modèles de la gamme actuelle de Hacker-Craft (2010) le « Sport », le « Runabout » et le « Gentleman's Racer » à grande vitesse sur le lac George, New York

Dans les années 1990, la compagnie Hacker Boat retrouve son indépendance vis-à-vis de Morgan Marine lorsqu’elle a été acquise par le PDG Lynn Wagemann. Les constructeurs existants des Hacker ont été conservés et la compagnie a continué de construire des bateaux à moteurs en bois à Silver Bay, sur les rives du lac George, dans l’état de New York. En 2008, la compagnie a agrandi ses installations de façon considérable de façon à pouvoir augmenter leur capacité et leur gamme de modèles va désormais du John Hacker Runabout classique à leur plus récent modèle, le « Sterling » qui a été lancé en avril 2010. Hacker construit également régulièrement des bateaux sur mesure à commander, et désormais tous les bateaux peuvent être équipés de moteurs diesel ou hybrides.
En octobre 2009 l'International Hacker Boat Co. a été formée en Europe avec pour but de distribuer Hacker-Craft à travers l’Europe, le Moyen-Orient et l’Extrême Orient.

## Hacker-Craft au cinéma
Hacker-Craft a figuré dans des films hollywoodiens dans chaque décennie depuis les années 1930. D’après MoviePlacement.com, Hacker a été utilisé par les principaux personnages des films tels que Madame et ses flirts (1942), Une place au soleil (1951), Le Parrain 2 (1974), La Maison du lac (1981), Indiana Jones et la Dernière Croisade (1989), et bien d’autres.

## Modèles

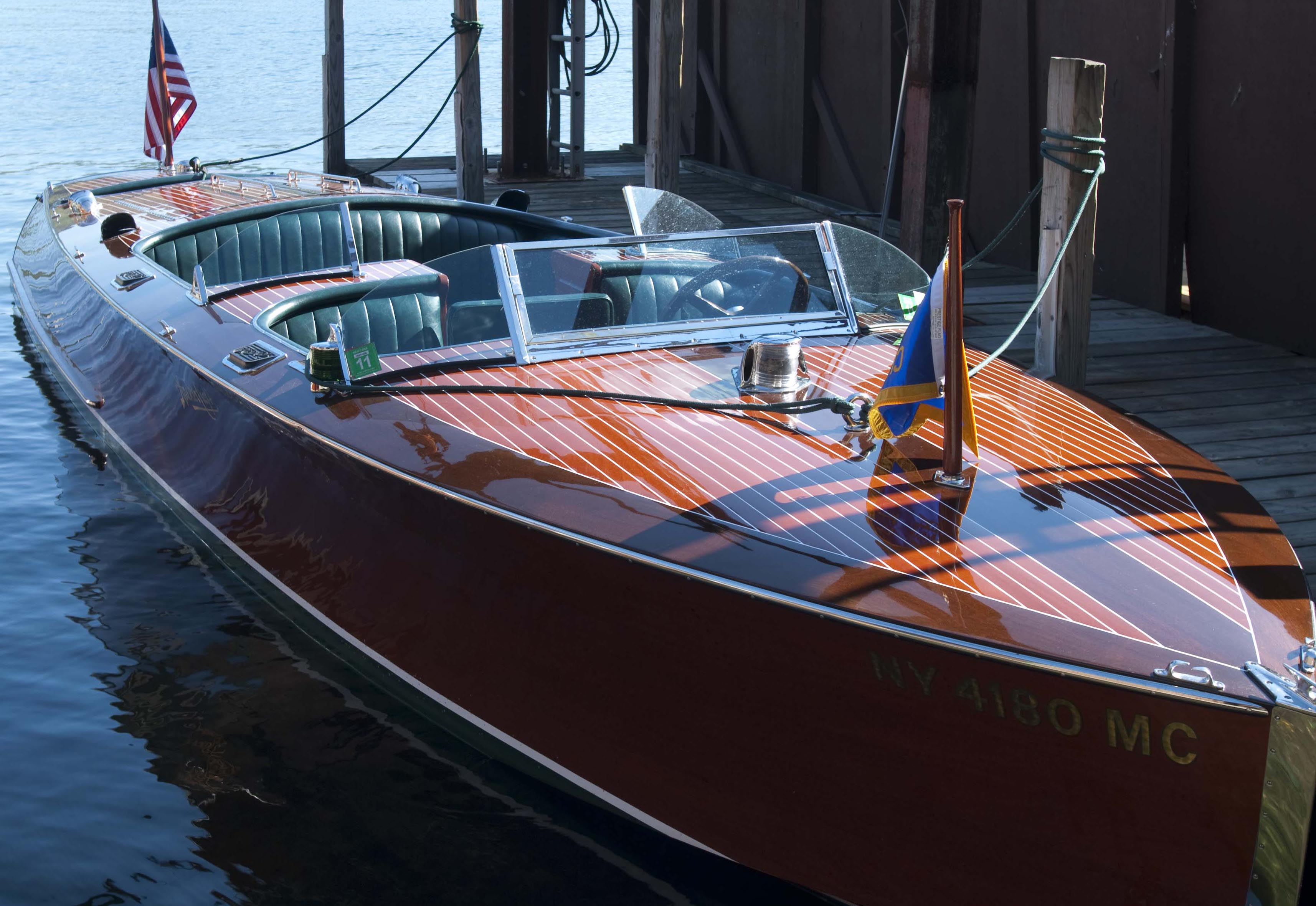
Le Runabout 3-cockpit classique Hacker-Craft, 2010
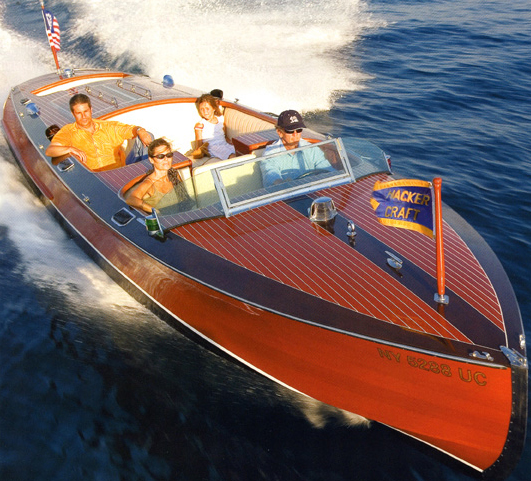
2010 Runabout Triple-cockpit elargit Hacker-Craft, sur la mer
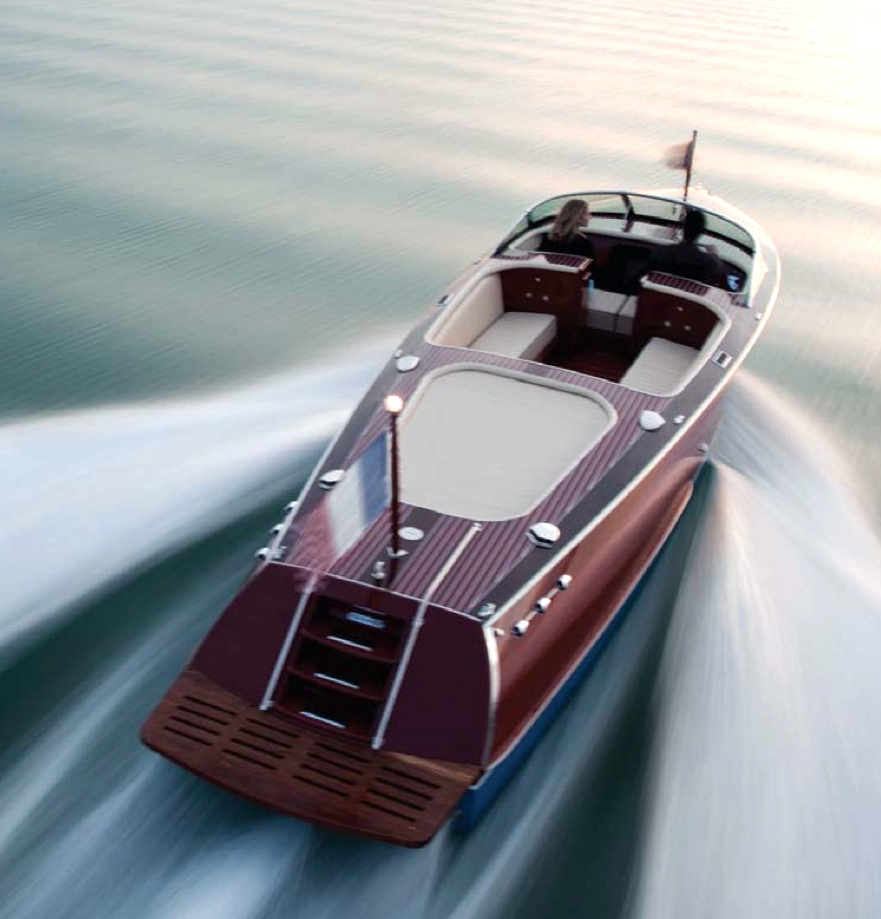
Le 2010 Hacker-Craft 30ft Sport à vitesse dans la Méditerranée

### Liens
- hackerboat.com - site officiel
- The Mariners' Museum, John L. Hacker Collection La plus grande et meilleure archive de documents concernant John Hacker et Hacker-Craft